# Diarízos
Diarízos är ett periodiskt vattendrag i Cypern.   Det ligger i distriktet Eparchía Páfou, i den sydvästra delen av landet, 90 km sydväst om huvudstaden Nicosia. Diarízos ligger på ön Cypern.
Klimatet i området är subalpint. Årsmedeltemperaturen i trakten är 21 °C. Den varmaste månaden är juli, då medeltemperaturen är 30 °C, och den kallaste är februari, med 11 °C. Genomsnittlig årsnederbörd är 572 millimeter. Den regnigaste månaden är januari, med i genomsnitt 123 mm nederbörd, och den torraste är augusti, med 2 mm nederbörd.